# 乙女のポリシー/好きと言って
「『乙女のポリシー/好きと言って」（おとめのポリシー/すきといって）は、石田よう子の1作目のシングル。1993年3月21日に日本コロムビアより発売された。

## 背景
- 「乙女のポリシー」は テレビアニメ『美少女戦士セーラームーンR』（以下、『セーラームーンR』）のエンディングテーマとして使用され[1][2]、続編である『美少女戦士セーラームーンS』の第1話と第2話のエンディングテーマとしても使用された[2]。「好きと言って」は『セーラームーンR』のイメージソングになっている[3]。
- 2016年8月27日に開催された「Animelo Summer Live 2016 刻-TOKI-」では、声優ユニット・イヤホンズのステージに石田が作曲者の永井ルイとともにシークレットゲストとして出演。イヤホンズとともに「乙女のポリシー」を歌唱した。翌28日には『石田燿子とイヤホンズ』名義でスタジオ録音バージョンも配信限定シングルとしてリリースされた[4]。
- 2018年4月4日に発売された「美少女戦士セーラームーン THE 25TH ANNIVERSARY MEMORIAL TRIBUTE」には、石田本人によるセルフカバーバージョンが収録されている。このバージョンは作曲者の永井ルイが編曲も手掛け、作曲のクレジットも本名の「永井誠」から「永井ルイ」名義になっている。なお、アレンジは2016年に発表されたイヤホンズおよび石田燿子とイヤホンズによる楽曲と全く同じである。
- 2021年6月4日にTBS系で放送された金曜ドラマ『リコカツ』の第8話では、美土里を演じる三石琴乃が、「乙女のポリシー」を歌う場面がある[5]。

## 制作

### 乙女のポリシー
- 作曲の永井誠（永井ルイ）が「乙女のポリシー」について「うさぎちゃんたちってシリアスな場面以外は非常にコミカルというか、元気ですよね。オープニングの『ムーンライト伝説』は重厚な雰囲気があるので、エンディングは楽しくて明るいものがいいのかなとも考えまして。畳み掛けるような、走っていくようなイメージで作りました」と語っている[6]。

## 批評
- 2006年発行の『声優&アニメソングミュージックガイド』[7]:84や『アニソンマガジン』誌のライター・坂本寛によるレビュー・コメント[8]:77では、アニメ『美少女戦士セーラームーン』の代表的な楽曲として「ムーンライト伝説」の次に「乙女のポリシー」が挙げられている。前者はとりわけその「少女の心にストレートに響く歌詞と美しいコーラスワーク」を特筆した[7]:84のに対し、坂本は楽曲サビのコーラスパートを称賛する[8]:77形でそれぞれ紹介している。
- 音楽関連のニュースサイト『Real Sound』のライター・苫とり子も、「乙女のポリシー」はポジティブな内容の歌詞に加え、明るい印象の楽曲に仕上がっていると述べた上で、『セーラームーン』の主人公である「うさぎのひたむきさ」が反映されていると指摘した[1]。
- ライターの稲田豊史は、著書『セーラームーン世代の社会論』の中で楽曲「乙女のポリシー」は「「乙女」という言葉の意味を再定義してセーラームーン思想の根幹をなした」と言及し、シリーズの中でも「最重要」なエンディングテーマとして位置付けている[2]。
- 日本国外では、オーストラリアのゲーム・アニメ関連のメディア「Capsule Computers」のK. Robertsがアニメ『セーラームーンR』をレビューした記事の中でエンディングテーマについて触れている[9]。そこでは、「乙女のポリシー」が「ポップ・ソングとして十分な出来であり、[視聴者の]記憶に残ることに成功」("decent for a pop song and does succeed in being memorable") していると評価された[9]。

## 記録
- 本シングルは累計で30万枚以上を売り上げ[8]:77、オリコンチャート上では最高77位を記録した[要出典]。特に、作曲の永井誠は「乙女のポリシー」をきっかけとしてその名前を広く知られるようになったとされている[8]:77。
- 2020年12月5日にNHK BSプレミアムで放送された『発表!全美少女戦士セーラームーンアニメ大投票』では、「乙女のポリシー」が「あなたの好きな歌」部門で第2位に選ばれた[10]。同番組には石田本人がゲスト出演し、同曲をフルコーラスで歌唱した。

## 収録曲
| 全編曲: 京田誠一。 |                                          |            |           |       |
| #                  | タイトル                                 | 作詞       | 作曲      | 時間  |
| 1.                 | 「乙女のポリシー」                       | 芹沢類     | 永井誠    | 3:17  |
| 2.                 | 「好きと言って」                         | 白峰美津子 | 上野義雄  | 4:38  |
| 3.                 | 「乙女のポリシー」(オリジナル・カラオケ) |            |           | 3:16  |
| 4.                 | 「好きと言って」(オリジナル・カラオケ)   |            |           | 4:39  |
| 合計時間:          | 合計時間:                                | 合計時間:  | 合計時間: | 15:50 |

## カバー
乙女のポリシー
- 玲桜奈 - 1996年5月21日発売のアルバム『美少女戦士セーラームーン　ベストソングコレクション』に収録[11]。
- ドナ・バーク - 1997年4月21日発売のアルバム『ハッピー・チャイルド!〜英語でうたおう　こどものうた　みんなのうた〜』に収録。英訳詞。曲名は「This Girl's Philosophy」。
- イヤホンズ - 2016年6月18日に開催されたイヤホンズの一周年記念ワンマンライブのプレミアムチケット購入者限定で配付されたCDに収録されている。また、同年8月27日に開催された『アニサマ』こと『Animelo Summer Live 2016 刻 -TOKI-』では、石田本人と作曲を担当した永井ルイをサプライズゲストに迎え、『乙女のポリシー』を披露した。その2年後には、イヤホンズの2ndアルバム『Some Dreams』【初回限定盤】にイヤホンズのみのバージョンが収録された。
- たかはし智秋・今井麻美 - 2007年発売のアルバム『THE IDOLM@STER RADIO TOP×TOP!』に収録。
- 中川翔子 - 2007年発売のアルバム『しょこたん☆かばー 〜アニソンに恋をして。〜 』に収録[12]。
- 中村繪里子 - 2009年発売のアルバム『百歌声爛 女性声優編III』に収録。
- 永井ルイ feat. 石田燿子 - 2012年発売のアルバム『アニソン・コレクションVol.1』に収録されたセルフ・カバー[13]。
- 神田沙也加 - アサヒフードアンドヘルスケア（現・アサヒグループ食品）「キレイな間食」CMソング（サビのみ）[14]。
- やくしまるえつこ - 2014年1月29日発売のアルバム『美少女戦士セーラームーン THE 20TH ANNIVERSARY MEMORIAL TRIBUTE』に収録[15]。
- Dressing - 2024年発売のアルバム『キュンキュンパレード』に収録[16]。
- 榊原ゆい - 2015年1月28日発売のアルバム『LOVE×CoverSongs 2』に収録[17]。
- エンジェル・チャン（陳琪） - 広東語版「美少女變身」（又名：無可擋）、『美少女戦士セーラームーンS』香港版エンディングテーマ
- ラブリーサマーちゃん - TV-CM「楽天母の日『母と新しい日々』」篇[18][19]